# Podolsk
Podolsk (russisk: Подольск, tr. Podolsk) er en industriby, der var det administrative center for Podolsk bymæssige okrug i Moskva oblast, Rusland. Byen ligger ved Pakhrafloden (en biflod til Moskvafloden). Podolsk er den næststørste by i Moskva oblast med 312.911 (2024) indbyggere.

## Geografi
Byen ligger 36 km fra centrum af Moskva og 15 km fra MKAD. Arealet af selve byen (før sammenlægning med Klimovsk) var 37,92 km², men ifølge vedtægterne Moskva oblast 40,39 km². Den samlede befolkning i byokrugen er 320.523, herunder selve byen 312.911(2024) indbyggere. Byen er et vigtigt industrielt og kulturelt center i Moskva oblast.

## Historie
Byen Podolsk voksede ud af landsbyen Podol, som i 1700-tallet tilhørte Danilovklosteret i Moskva. Podolsk fik tildelt byrettigheder af Katharina II i 1781. På det tidspunkt var Rusland anerkendt som det største distrikt i landet med ret til udnævnelse guvernører og etablere nye byer.
Før den russiske revolution var Podolsk en af de mest industrialiserede byer i Rusland. En afdeling af Singers symaskinefabrik lå her.
Uljanovfamilien boede i Podolsk og Vladimir Lenin besøgte byen flere gange og havde endda en lille ejendom og sommerhus der. I 1900 holdt han et møde i Podolsk med Socialdemokraterne fra Moskva og andre byer for at vinde deres støtte til Iskra-avisen, som allerede var i støbeskeen.
I 1971 blev Podolsk tildelt Arbejdets røde banner. I Sovjet-tiden var Podolsk et af de industrielle centre i Moskva oblast. På det tidspunkt var der mere end halvfjerds fabrikker i byen, hvor de fleste af byens indbyggerne arbejdede.
I 2000 blev en større militærbase anlagt udenfor byen. Basen er under Igor Minins befaling.
I Podolsk har Det russiske forsvarsministerium sit centralarkiv.
I 2015 blev Podolsk rajon nedlagt som selvstændig administrativ enhed.

## Venskabsbyer
Podolsk er venskabsby med:
- Sukhumi, Abkhasien [3][4]
- Vanadzor, Armenien
- Kavarna, Bulgarien
- Shumen, Bulgarien
- Saint-Ouen, Frankrig
- Nedre Kartlien, Georgien
- Barysau, Hviderusland
- Henan, Kina
- Ohrid, Makedonien
- Bălţi, Moldavien
- Bar, Montenegro
- Ermland-Masurien, Polen
- Engels, Rusland
- Kladno, Tjekkiet
- Trier-Land, Tyskland
- Bila Tserkva, Ukraine
- Tjernivtsi, Ukraine
- Amstetten, Østrig